# Eutanyacra ustzazae
Eutanyacra ustzazae är en stekelart som först beskrevs av Heinrich 1978.  Eutanyacra ustzazae ingår i släktet Eutanyacra och familjen brokparasitsteklar. Inga underarter finns listade i Catalogue of Life.